# Desmond Morris
Desmond John Morris (n. 24 ianuarie 1928, Purton⁠(d), Wiltshire⁠(d), Anglia, Regatul Unit) este un zoolog, etolog și pictor suprarealist englez, precum și autor popular de sociobiologie umană. Este cunoscut de către publicul larg pentru cartea sa Maimuța goală (1967) și pentru programele sale de televiziune, precum Zoo Time. 

## Viața timpurie
Morris s-a născut la Purton, Wiltshire, fiind copilul autorului de ficțiune pentru copii Harry Morris și a lui Marjorie (născută Hunt). În 1933 familia s-a mutat la Swindon, unde Desmond și-a dezvoltat interesul pentru istorie naturală și scris. A fost educat la școala Dauntsey, o școală internat din Wiltshire.
În 1946 s-a alăturat armatei britanice pentru un stagiu militar  doi ani, devenind lector în domeniul artelor plastice la Colegiul Militar Chiseldon. După lăsarea la vatră (1948) și-a expus picturile la Swindon Arts Centre și a studiat zoologia la Universitatea din Birmingham. În 1950 a organizat o expoziție de artă suprarealistă alături de Joan Miró la London Gallery, urmată de multe altele în anii ce au venit. Tot în 1950, Desmond Morris a scris și regizat două filme suprarealiste, Time Flower și The Butterfly and the Pin. În 1951 a început un doctorat la Departamentul de Zoologie al Universității Oxford în comportamentul animalelor  obținând titlul de Ph.D în 1954. 

## Carieră
Morris a rămas la Oxford, cercetând comportamentul reproductiv al păsărilor. În 1956 s-a mutat la Londra ca șef al unității de televiziune și film ITV Granada și a studiat abilitățile fotografice ale maimuțelor. Activitatea a inclus crearea de programe pentru film și televiziune cu privire la comportamentul animalelor și alte subiecte de zoologie. A găzduit programul săptămânal Zoo Time la Granada TV până în 1959, cu 500 de episoade, precum și spectacolul Viața în lumea animală (pentru BBC2) cu 100 de episoade. În 1957 a organizat o expoziție la Institutul de Arte Contemporane din Londra, expunând picturi și desene compuse de cimpanzei. În 1958 a co-organizat expoziția The Lost Image, care a comparat fotografii ale unor sugari, adulții umani și maimuțe, la Royal Festival Hall din Londra. În 1959 a părăsit Zoo Time pentru a deveni curator al secției mamifere la Societatea Zoologică. În 1964 a predat Prelegerea de Crăciun a Instituției Regale asupra comportamentul animalelor. În 1967 a petrecut un an ca director executiv al Institutului de Arte Contemporane din Londra.
Cartea Maimuța goală (eng. The Naked Ape: A Zoologist's Study of the Human Animal) publicată în 1967 a fost un succes editorial răsunător, ceea ce l-a determinat pe Morris să se mute în Malta în 1968 pentru a scrie în continuare și alte cărți. În 1973 s-a întors la Oxford pentru a lucra pentru etologul Niko Tinbergen. Din 1973 până în 1981, Morris a fost cercetător la Wolfson College, Oxford. În 1979 a realizat pentru Thames TV seria The Human Race, urmată în 1982 de Man Watching in Japan și The Animals Road Show în 1986 etc. National Life Stories a realizat în 2015 un interviu  cu Desmond Morris (C1672/16) pentru colecția sa de știință și religie, susținută de Biblioteca Britanică.

## Viata personală
Când Morris avea 14 ani, tatăl său a fost ucis în timp ce slujea în forțele armate, fapt care l-a făcut pe Morris să se aplece asupra suprarealismului. Bunicul său, William Morris, un entuziast naturalist victorian și fondator al ziarului local, l-a influențat foarte mult în timpul șederii sale la Swindon. 
În iulie 1952, Morris s-a căsătorit cu Ramona Baulch; au avut un fiu, Jason. În 1978, Morris a fost ales vicepreședinte al Oxford United FC. Morris locuiește într-o casă din North Oxford în care a locuit în secolul al XIX-lea lexicograful James Murray, care a lucrat la Oxford Englisch Dictionary.  Expune la Taurus Gallery din North Parade, Oxford, aproape de casa lui.

## Operă

### Cărți și seriale de televiziune
- The biology of art. 1963.
- The Big Cats (1965) – parte a Natural Science Picture Books, urmărind obiceiurile a cinci feline mari[13]
- The Mammals: A Guide to the Living Species (1965)
- The Naked Ape: A Zoologist's Study of the Human Animal (1967)[14]
- Men and Snakes (1968), cu Ramona Morris
- The Human Zoo (1969)
- Intimate Behaviour (1971)
- Manwatching: A Field Guide to Human Behaviour (1978) - include discuții asupra Tie Signs
- Gestures: Their Origin and Distribution (1979)
- Animal Days (1979) – Autobiografic
- The Soccer Tribe (1981)
- Pocket Guide to Manwatching (1982)
- Inrock (1983)
- Bodywatching – A Field Guide to the Human Species (1985)
- Catwatching: & Cat Lore (1986)
- Dogwatching (1986)
- Horsewatching (1989)
- Animalwatching (1990)
- Babywatching (1991)
- Bodytalk (1994).
- The Human Animal (1994) – carte și serie de documenatare BBC.
- The Human Sexes (1997) – serie de documentare TV Discovery/BBC.
- Cat World: A Feline Encyclopedia (1997).
- The Naked Eye (2001).
- Dogs: The Ultimate Dictionary of over 1,000 Dog Breeds (2001)
- Peoplewatching: The Desmond Morris Guide to Body Language (2002)
- The Naked Woman: A Study of the Female Body (2004)
- Linguaggio muto (Dumb language) (2004)
- The Nature of Happiness (2004)
- Watching (2006)
- The Naked Man: A Study of the Male Body (2008)
- Baby: A Portrait of the First Two Years of Life (2008)
- Planet Ape (2009) (coauthor Steven Pinker)
- Owl (2009) – parte a Reaktion Books Animal series
- Monkey (2013) – parte a Reaktion Books Animal series
- Leopard (2014) – parte a Reaktion Books Animal series
- Bison (2015) – parte a Reaktion Books Animal series
- "Cats in Art" (2017) – parte a Reaktion Books Animal series
- The Lives of the Surrealists (2018)

### Filmografie
- Zootime (săptămânal, 1956–1967)
- Life (1965–1967)
- The Human Race (1982)
- The Animals Roadshow (1987–1989)
- The Animal Contract (1989)
- Animal Country (1991–1996)
- The Human Animal (1994)
- The Human Sexes (1997)